# Onosma pachypodum
Onosma pachypodum är en strävbladig växtart som beskrevs av Pierre Edmond Boissier. Onosma pachypodum ingår i släktet Onosma och familjen strävbladiga växter. Utöver nominatformen finns också underarten O. p. petiolatum.